# ごはんリレー
ごはんリレーは、CBCテレビの深夜番組『ノブナガ』で放送された企画の一つ。地名しりとり、写真マラソンに続くノブナガ・ロケ企画の第3弾である。

## 概要・ルール
マジシャンの小泉エリが、道行く人に声をかけて昨日食べたものを聞き、それと同じものを同じ場所で食べる企画。名古屋名物の味噌カツ・味噌煮込み・手羽先・ひつまぶし・きしめんの5品の中から3品食べることが出来ればゴール。先のロケ企画同様、移動手段に飛行機は使えない（日本国外は除く）。また、相手に話しかける前に話しかけられたら、その相手とはごはんリレーできない。相手に言われたものしか食べられないが、飲み物は自由に飲んで良い（野菜や果物をジュースにしても良い）。
立ち止まってくれない、食べた場所が分からない、自宅であったりして部屋に上がるのを断られた場合など、同じものを同じ場所で食べられない場合は次の人に尋ねることになる。聞いた食べ物を食べた店が営業時間外であったり、食べた場所が自宅で相手の時間の都合が合わなかったりすると、その時間まで待つこととなり、飲み物で空腹を紛らわしたり、観光をするなどして過ごすこともある。たとえ店が休業日であっても、店が開くまでは何も食べられない。ただし、言われたメニューならお替わりは自由で、飲み物も注文してよい。これまでのロケ企画では食事は自由に摂れたが、今回はそれもままならない過酷な企画である。むろん、ロケを行わない日（収録日以外）は、この企画のルールは適用されない。なお、一部商品（ファストフード、コンビニ弁当など）については厳密に同じ場所ではなく、その近辺で食すこともある。
この企画については、先にスタジオ収録で人物紹介をした上で企画発表をし、後日出発した。ノブナガのロケ企画では初の女性出演者である。なお、冒頭でルール説明をする際、アヴリル・ラヴィーンの『I Always Get What I Want』がBGMとして使われている。
場面が変わる際に使われるジングルには、名古屋出身のロックバンドketchup maniaの『BES-POJI』のイントロ部分が使われている。
小泉の応援歌はabsorbの『未知導』（みちしるべ）。これは小泉が旅中に三軒茶屋の商店街で偶然出会ったabsorbが小泉のために作った曲である。作曲日は偶然にも小泉の誕生日であった。

## エピソード
企画開始当初
- 名古屋市中区栄でスタート。スタートしてすぐにリレー相手を捜したが断られ続けてしまう。その後、ようやく若者二人組が立ち止まってくれたが、最初に出たのは三重県桑名。その後も徐々に西へと進み、淡路島まで行ってしまった。小泉にとって初めての一人ロケであることや、今までのロケ企画の中でも難易度が高い（該当食品はすべて名古屋めしであり、中京圏から遠ざかれば出てくる確率も低くなる。また相手が食べたごはんを聞く、場合によってはリレー相手の自宅にまでお邪魔してごはんを頂くなどの行為は、相手によっては不快感を抱くこともある）ために、交渉に成功するまでに数時間を要することも珍しくなかった。

ディレクターの介入
- ごはんリレーでは前の2企画以上にディレクターが介入する場面が多い。なかでも担当ディレクターの一人である丸山が、朝の街や風景を撮影している最中に突然ダッシュして小泉が寝ているホテルの部屋のドアをしつこく叩いて起こす演出は定番となった。最初は起きてドアを開けた寝起きの悪い小泉に「起きた?」と尋ねる程度であったが、回数を重ねるにつれて、本編とは関係ない観光地を撮影した後に部屋の鍵を開けて小泉の布団をはがしたり、森合康行アナウンサーのナレーションで「24 -TWENTY FOUR-」のパロディ映像を作ったりするなどした。この早朝叩き起こしは、後にニュース当直のためにCBC社内で仮眠中だった夏目みな美を早朝4時に叩き起こしたり、視聴者宅に出向いて視聴者を早朝叩き起こす企画へと発展した。
- ごはんリレーの間に、ディレクターが好きなものを飲み食いすることがある。これはリレーとは関係ないので小泉は食べるのを見ているだけである。また、ロケ地の住民から食べ物を差し入れられる事があるが、小泉はルール上食べる事ができないので、ディレクターに食べられてしまう場面も多く見られた。居酒屋ではビールやソフトドリンクのみ飲むことがあった。
- 2007年9月、丸山が地方から自分の家まで移動（小泉との同行は2週間毎に交代で担当する）。ご飯と妻の心温まる置手紙を撮影し「やっぱり家のご飯が一番だ」とコメントした。
- 2007年9月23日放送の始まりは、青森県五所川原市。丸山への交代日。太宰治の故郷「金木町」からスタート。丸山が一人で太宰治の息吹を感じようと探訪。生家→疎開の家→そこの管理人に太宰治の好きな小説を聞き「走れメロス」と言われ「走れ…メロス…?」と言う事でいつものパターンで小泉が待って居る場所へダッシュし、小泉の帽子を取ると小泉は大変嫌そうな顔で丸山を迎えた。
- 上記同日の翌朝は、寝ている小泉の部屋へ入り布団をめくるが淡白に退散した。小泉が「今日の起こし方はあっさりでしたね」と言うと、「起こすのに飽きたのさ」「アイディア出てこないし」と言い、視聴者に起こし方を募集している。

ミキサー
- 淡路島でのリレーで「ハナダレ」というノレソレ（アナゴの稚魚）料理が出たが、漁に行かないと食べられない珍味であることが発覚。しかも次の日は悪天候で漁に出ることができず、丸一日何も食べられないことになってしまった。そこでミキサーを購入し、野菜や果物のジュースを作ってその日の飢えをしのいだ。その後もこのミキサーは何度も活躍することとなったが、企画開始から2年ほどでミキサーの刃が錆びてしまったため、新しい物に買い換えることとなった。

ピーマン嫌い
- 小泉はピーマンが大の苦手であり、三重県の店で出た料理にピーマンが入っていた時は、なかなか食べられず泣いてしまった。これはまずいということで視聴者から克服法を募集し、初期よりは改善したものの、結局完全にはピーマン嫌いは治っていない。しかし2007年3月3日深夜の放送で、愛知県春日井市で訪れたある家庭で食べた餡かけ焼きそばの具に入ったピーマンは、嫌がることなく完食することができた。

韓国
- 徐々にコツをつかむようになり、遠くに飛ばされた場合は旅行カバンなどを持った人にインタビューすることが多くなった。しかしこれが裏目に出て、名古屋に近づくどころかまったく逆方向に飛ばされるという事態も多発した。最も遠方では韓国に飛ばされたが、現地の人にごはんを聞いて現地のものを食べたり、日本人を見つけて日本に戻るなど、ほぼ計画どおりの進行を成し遂げている。

制覇
- 企画開始から半年ほどで、名古屋市内で「味噌カツ」が出た。ただしその人が食べた場所は三重県南部だったため、名古屋から遠ざかってしまった。その後も何度か味噌カツが出たことがある。
- 企画開始から1年ほどで、福岡県北九州市で「手羽先」が出た。ただしその人が食べた場所は佐賀県だったため、名古屋から遠ざかってしまった上、店がちょうど休業日だったために1日待たされることとなった。また、名古屋風の手羽先唐揚げではなく、串焼きであった。
- 声を掛けた相手が複数人のグループだった場合、答えを開く前に相手の中から一人を選ばなければならない。このため、クリアに繋がる品があったにもかかわらず、他の答えを既に選んでいたためゴールできないということが何度かあった。
- 企画開始から3年10か月経過した2010年1月（放送は17日）、ついに3品目「味噌煮込みうどん」が出た。ゴールは名古屋市昭和区にある「萬寿食堂」。「ゴールの品をじっくり味わってほしい」という店の人の厚意により、他の客がいない営業時間外に食事をさせてもらった。これまでの数々の回想シーンがLeyonaの『500マイル』をBGMにして流れるなか、感涙しつつ完食。完食後、歴代ディレクターやワッキー、ヤッシー（山下しげのり）、ナレーション担当の渡辺美香らがサプライズで登場し、ゴールを祝った。リレー日数349日、放送回数181回、食べた料理は636食、総移動距離85000kmであった。

その他
- 以前の2企画で顔なじみになった人物を尋ねる場面も見られた。
- 過去に2度、「ラッキーアイテム」としてヤッシーが飛び入り参加したが、自分勝手な行動をとったために地名しりとりでのヒデと同様に置き去りにされてしまった。また、上野公園ではワッキーと一緒にごはんリレーをしたが、名古屋より遥かに遠くの北九州へ飛ばされてしまい、ワッキーは上野公園から逃げた。
- 2007年5月5日放送分で、ロケ企画で初めて福島県を訪れた。これによりロケ企画全都道府県制覇を達成した。
- ごはんリレーの相手になった著名人では、absorbの森晴義、波多野健、三原廣樹、早川伸吾がいる。
- ディレクターから「重大な発表」として、ごはんリレー打ち切りを思わせるような予告が登場することがあったが、実際は担当プロデューサーの卒業など、打ち切りとは無関係の発表であった。

## ごはんリレーSP
過去に放送された「ごはんリレー」の総集編として「ごはんリレーSP」が2009年8月現在7本製作され、CBCでお盆や年末年始を中心に集中放送している。ノブナガのネット局でも放送されることがあり、RSKではレギュラー放送の一旦打ち切り時にこのSPのみ放送していた時期があった。この企画がJNN協会の賞をとっている。

## おかわり!ごはんリレー
「地名しりとり伝説」と同じようにコーナーを再編集した独立番組。2008年10月4日からCBCで放送開始。なお、新潟放送で放送開始した経緯として、視聴者から「ごはんリレーをもう一度最初から見たい」という要望が寄せられた。
| 放送地域      | 放送局               | 系列    | 放送日時 | 備考                                                                               |
| ------------- | -------------------- | ------- | --- | ---------------------------------------------------------------------------------- |
| 中京広域圏    | 中部日本放送 (CBC)   | TBS系列 | 土曜 16時00分 - 16時30分（2008年10月 - 2009年3月） 土曜 17時00分 - 17時30分（2009年4月 - 2011年10月8日）                                                                              | 制作局                                                                             |
| 青森県        | 青森テレビ (ATV)     | TBS系列 | 水曜 24時25分 - 24時55分（2010年4月7日 - 2010年10月20日） 日曜 24時50分 - 25時20分（2010年10月31日 - 2011年3月） 金曜 10時55分 - 11時25分（2011年4月 - 2013年9月13日）                | 1年11か月遅れ(最終回時点)                                                          |
| 岩手県        | IBC岩手放送 (IBC)    | TBS系列 | 月曜・火曜 9時55分 - 10時25分（2010年10月4日 - 2011年3月8日） 火曜・水曜 15時50分 - 16時20分（2011年5月3日 - 2011年6月29日） 火曜 9時55分 - 10時25分（2011年7月5日 - 2012年10月30日） |                                                                                    |
| 福島県        | テレビユー福島 (TUF) | TBS系列 | 金曜 10時20分 - 10時50分（2011年11月11日 - 2012年3月23日） 木曜 10時20分 - 10時50分（2012年4月26日 - ）                                                                               | 2年10か月遅れ                                                                      |
| 長野県        | 信越放送 (SBC)       | TBS系列 | 月曜 23時50分 - 24時20分（2010年10月4日 - ） | 約4年遅れ                                                                          |
| 愛媛県        | あいテレビ (ITV)     | TBS系列 | 月曜 24時59分 - 25時29分（2010年7月5日 - 2012年11月26日 ） | 1年9か月遅れ。 ただし、2回分連続して放送されたこともあり、最終的には1年2か月遅れ。 |
| 広島県        | 中国放送 (RCC)       | TBS系列 | 水曜 24時50分 - 25時50分（2010年6月 - 2011年3月） 水曜 25時20分 - 25時50分（2011年4月 - 2011年7月20日） 水曜 24時50分 - 25時20分（2011年7月27日 - 2012年2月22日）                     | 1年8か月遅れで開始。 2011年3月まで、一度に2回分放送していた。                      |
| 鳥取県 島根県 | 山陰放送 (BSS)       | TBS系列 | 木曜 11時00分 - 11時30分 | 2年4か月遅れ                                                                       |
| 福岡県        | RKB毎日放送 (RKB)    | TBS系列 | 火曜 26時25分 - 26時55分（2011年4月 - ） |                                                                                    |
| 大分県        | 大分放送 (OBS)       | TBS系列 | 土曜 17時00分 - 17時30分（ - 2010年9月） 木曜 24時55分 - 25時25分（2010年10月 - 2011年9月） 土曜 17時00分 - 17時30分（2011年10月 - 2012年5月5日）                                     |                                                                                    |
| 宮崎県        | 宮崎放送 (MRT)       | TBS系列 | 土曜 11時00分 - 11時30分（ - 2009年6月） 土曜 16時56分 - 17時26分（2009年7月 - 2010年9月） 金曜 24時25分 - 24時55分（2010年10月 - 2012年1月27日）                                     |                                                                                    |
| 新潟県        | 新潟放送 (BSN)       | TBS系列 | 不定期放送（主に土日祝の昼枠） |                                                                                    |
| 岡山県 香川県 | 山陽放送 (RSK)       | TBS系列 | 不定期放送（主に土日祝の昼枠） |                                                                                    |
| 北海道        | 北海道放送 (HBC)     | TBS系列 | 不定期放送 |                                                                                    |
| 沖縄県        | 琉球放送 (RBC)       | TBS系列 | 不定期放送 | 1年6か月遅れ                                                                       |

## コラボレーション

### コマーシャル
CMキャラクターに小泉を起用した、ごはんリレーとのコラボレーションCMが制作されている。いずれもCBCで放送され1か月の期間限定となっている。
- 第一弾 大正製薬『大正漢方胃腸薬』（2009年8月）
- 第二弾 NTTドコモ『らくらくホン6』（2009年10月）
- 第三弾 NTTドコモ『ドコモインフォメーション docomo最新ケータイNEWS』（2009年12月）

### コンビニエンスストア
- ローソンで、ごはんリレーのゴールを記念した名古屋名物入りの弁当ときしめんが期間限定で発売された[7]。

## 関連商品

### DVD
- ノブナガ ごはんリレー 日本全国おなかペコペコ旅 SEASON 1（2010年1月27日発売、よしもとアール・アンド・シー）
- ノブナガ ごはんリレー 日本全国おなかペコペコ旅 SEASON 2（2010年4月7日発売、よしもとアール・アンド・シー）